# Mary Oliver
Mary Oliver (Maple Heights, 10 de septiembre de 1935 – Hobe Sound, 17 de enero de 2019) fue una poeta estadounidense, ganadora del National Book Award y del Premio Pulitzer de Poesía.

## Vida
Siendo aún niña frecuentó la casa de Edna St. Vincent Millay y tras la muerte de la escritora, ayudó a la hermana de Millay, Norma, a organizar la obra dejada. En la década de 1950, asistió a la Universidad Estatal de Ohio y al Vassar College, aunque sin llegar a graduarse. Vivió en Provincetown, Massachusetts durante más de cuarenta años. Su pareja, Molly Malone Cook, fue su agente literaria durante toda su vida. Mary Oliver murió de cáncer en Florida a los 83 años de edad.

## Poética
Contemporánea de Sylvia Plath y Anne Sexton, su obra recoge el tono de canto y celebración de la naturaleza de un Walt Whitman o un Thoreau. Se popularizó en el mercado de lectores estadounidenses con la obra American primitive, al recibir el premio Pulitzer en 1984.
También fue galardonada con el Guggenheim Fellowship en 1980, y el Shelley Memorial Award, concedido por la Sociedad de Poetas de América en 1969-70.

## Obra
- 1963 No Voyage, and Other Poems Dent (New York, NY), expanded edition, Houghton Mifflin (Boston, MA), 1965.
- 1972 The River Styx, Ohio, and Other Poems Harcourt (New York, NY) ISBN 978-0-15-177750-1
- 1978 The Night Traveler Bits Press
- 1978 Sleeping in the Forest Ohio University (a 12-page chapbook, p. 49–60 in The Ohio Review—Vol. 19, No. 1 [Winter 1978])
- 1979 Twelve Moons Little, Brown (Boston, MA), ISBN 0316650013
- 1983 American Primitive Little, Brown (Boston, MA) ISBN 978-0-316-65004-5
- 1986  Dream Work Atlantic Monthly Press (Boston, MA) ISBN 978-0-87113-069-3
- 1987 Provincetown Appletree Alley, limited edition with woodcuts by Barnard Taylor
- 1990 House of Light Beacon Press (Boston, MA) ISBN 978-0-8070-6810-6
- 1992 New and Selected Poems [volume one] Beacon Press (Boston, MA), ISBN 978-0-8070-6818-2
- 1994 White Pine: Poems and Prose Poems Harcourt (San Diego, CA) ISBN 978-0-15-600120-5
- 1995 Blue Pastures Harcourt (New York, NY) ISBN 978-0-15-600215-8
- 1997 West Wind: Poems and Prose Poems Houghton Mifflin (Boston, MA) ISBN 978-0-395-85085-5
- 1999 Winter Hours: Prose, Prose Poems, and Poems Houghton Mifflin (Boston, MA) ISBN 978-0-395-85087-9
- 2000 The Leaf and the Cloud (enlace roto disponible en Internet Archive; véase el historial, la primera versión y la última). Da Capo (Cambridge, Massachusetts), (prose poem) ISBN 978-0-306-81073-2
- 2002 What Do We Know (enlace roto disponible en Internet Archive; véase el historial, la primera versión y la última). Da Capo (Cambridge, Massachusetts) ISBN 978-0-306-81206-4
- 2003 Owls and Other Fantasies: poems and essays Beacon (Boston, MA) ISBN 978-0-8070-6868-7
- 2004 Why I Wake Early: New Poems  Beacon (Boston, MA) ISBN 978-0-8070-6879-3
- 2004 Blue Iris: Poems and Essays Beacon (Boston, MA) ISBN 978-0-8070-6882-3
- 2004 Wild geese: selected poems, Bloodaxe, ISBN 978-1-85224-628-0
- 2005 New and Selected Poems, volume two Beacon (Boston, MA) ISBN 978-0-8070-6886-1
- 2005 At Blackwater Pond: Mary Oliver Reads Mary Oliver (audio cd)
- 2006 Thirst: Poems  (Boston, MA) ISBN 978-0-8070-6896-0
- 2007 Our World with photographs by Molly Malone Cook, Beacon (Boston, MA)
- 2008 The Truro Bear and Other Adventures: Poems and Essays, Beacon Press, ISBN 978-0-8070-6884-7
- 2008 Red Bird Beacon (Boston, MA) ISBN 978-0-8070-6892-2
- 2009 Evidence Beacon (Boston, MA) ISBN 978-0-8070-6898-4
- 2010 Swan: Poems and Prose Poems (Boston, MA) ISBN 978-0-8070-6899-1
- 2012 A Thousand Mornings Penguin (New York, NY) ISBN 978-1-59420-477-7
- 2013 Dog Songs Penguin Press (New York, NY) ISBN 978-1-59420-478-4
- 2014 Blue Horses Penguin Press (New York, NY) ISBN 978-1-59420-479-1
- 2015 Felicity Penguin Press (New York, NY) ISBN 978-1-59420-676-4
- 2017 Devotions The Selected Poems of Mary Oliver Penguin Press (New York, NY) ISBN 978-0-399-56324-9

### Ensayos y otras colecciones
- 1994 A Poetry Handbook Harcourt (San Diego, CA) ISBN 978-0-15-672400-5
- 1998  Rules for the Dance: A Handbook for Writing and Reading Metrical Verse Houghton Mifflin (Boston, MA) ISBN 978-0-395-85086-2
- 2004 Long Life: Essays and Other Writings (enlace roto disponible en Internet Archive; véase el historial, la primera versión y la última). Da Capo (Cambridge, Massachusetts) ISBN 978-0-306-81412-9

### Traducciones
Entre las pocas traducciones de su obra al castellano se encuentran La escritura indómita (2021), Horas de invierno (2022) y Vita longa (2025); los tres han sido traducidos por Regina López y publicados por Errata naturae. También pueden mencionarse las traducciones al catalán de Corina Oproae.La editorial Caleta Olivia, de Buenos Aires, publicó los libros de poemas El pájaro rojo, El trabajo del sueño y Americana Primitiva, traducidos por Patricio Foglia y Natalia Leiderman. La editorial Mansalva, de Buenos Aires, Argentina, publicó Americano Primitivo con traducción de Daniela Esposito.

## Autoayuda
Su poema El viaje (incluido en Dream Work) se incluyó en Sanar la herida materna, de Bethany Webster.